# Тарга (кузов)

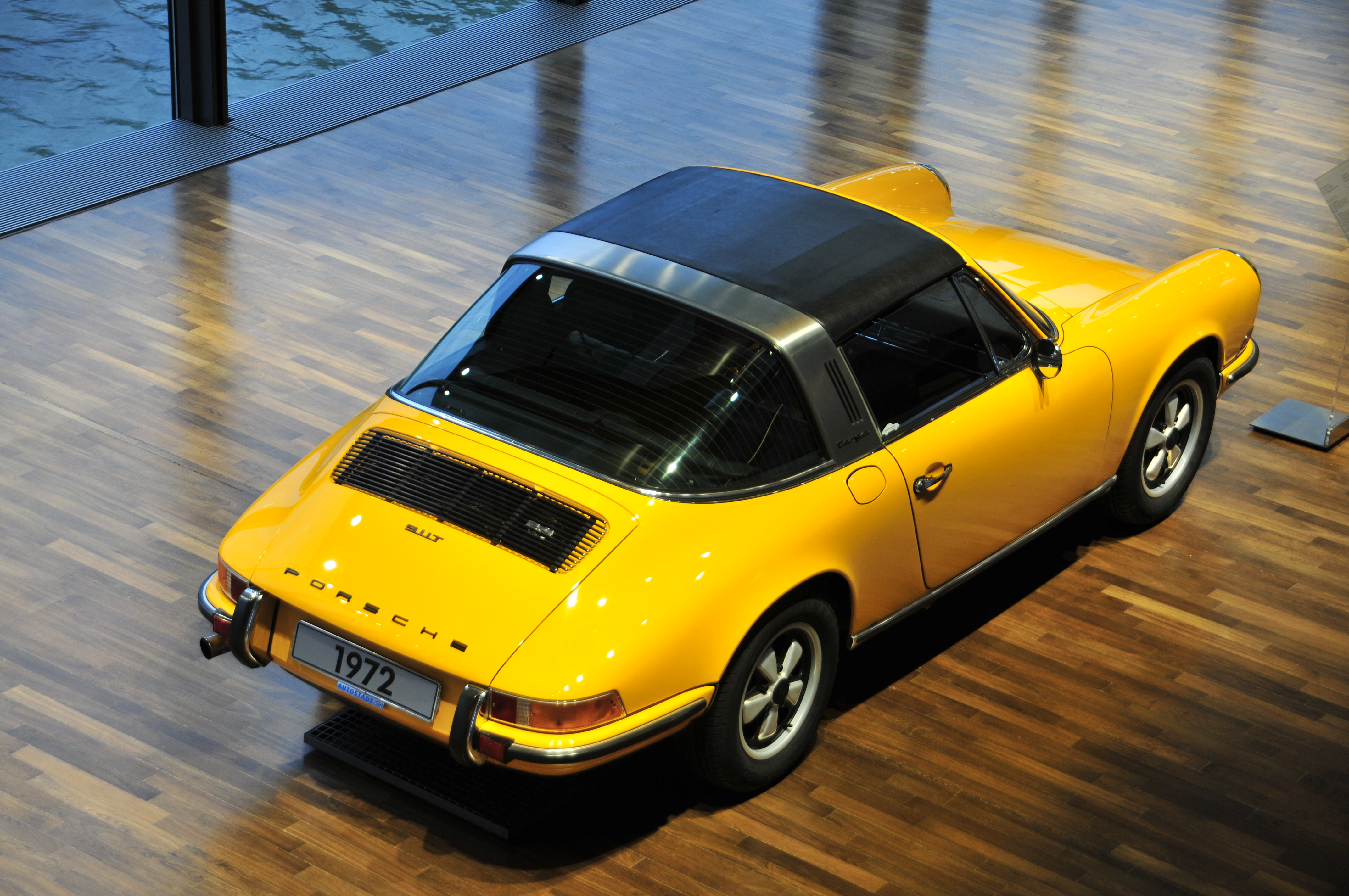
Porsche 911T Targa 1972 року: де вперше з'являється позначення «Targa».

Тарга — кузова автомобіля у стилі напівкабріолет зі знімною секцією даху та дугою безпеки на всю ширину позаду сидінь. Термін вперше був використаний на Porsche 911 Targa 1966 року, і він залишається зареєстрованою торговою маркою Porsche AG.
Заднє скло зазвичай фіксується, але на деяких моделях тарга це знімне пластикове вікно, що робить його транспортний засіб типу кабріолет. Будь-який шматок нормально закріпленого металу або оздоблення, який піднімається з одного боку, над дахом і спускається вниз з іншого боку, іноді називають тарга-смугою, тарга-баром або обертовою стрічкою.
Верхи Тарга відрізняються від T-tops, які мають суцільну, незнімну планку, що проходить між верхньою частиною вітрового скла та задньою дугою безпеки, і зазвичай мають дві окремі панелі даху над сидіннями, які встановлюються між вікном і центральною частиною.

## Приклади традиційних автомобілів в кузові Тарга
- AMC Eagle Sundancer (1980–84)
- Bentley Continental SC
- Bugatti Veyron Grand Sport/Vitisse (2009—2015)
- Chevrolet Corvette купе (1984–дотепер)
- Dodge Viper
- Ferrari 328 GTS
- Ferrari 348 ts/GTS
- Ferrari F355 GTS
- Ferrari F50
- Fiat X1/9
- Ford GTX-1
- Ford GTX-1 Roadster (2005)
- Honda CR-X del Sol
- Honda NSX-T
- Koenigsegg (всі моделі)
- Lamborghini Diablo VT Родстер
- Lamborghini Miura Родстер
- Lamborghini Aventador Родстер
- Lamborghini Silhouette
- Lamborghini Jalpa
- Lancia Beta Spider (Zagato)
- Lotus Elise
- Maserati MC12
- Mazda MX-5 RF
- Nissan 100NX
- Nissan 300ZX
- Opel Speedster
- Pontiac Solstice Coupe (2009)
- Porsche 911 Targa (1966– дотепер)
- Porsche 912 Targa
- Porsche 914
- Porsche Carrera GT
- Porsche 918 Spyder
- Qvale Mangusta
- Renault Wind
- Smart Roadster
- Suzuki Samurai
- Suzuki Cappuccino
- Tesla Roadster (2008)
- Tesla Roadster (2020)
- Toyota Sports 800 (1965—1969)
- Toyota Supra